# کلاه‌چرب‌ها
کلاه‌چرب‌ها (نام علمی: Hygrophorus) نام یک سرده از راسته قارچ‌های تیغک‌دار است.

## گونه‌ها

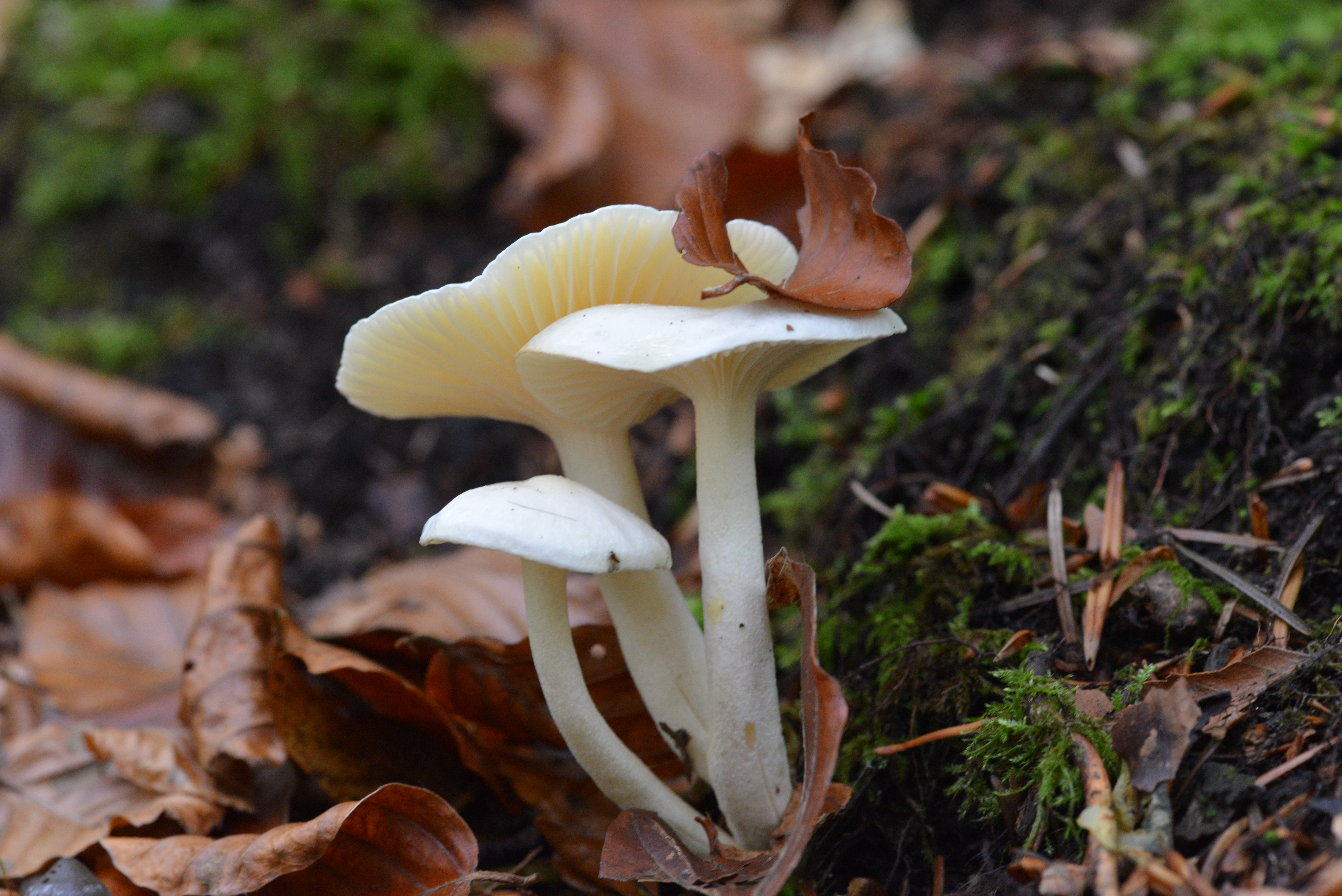
قارچ کلاه‌چرب عاجی
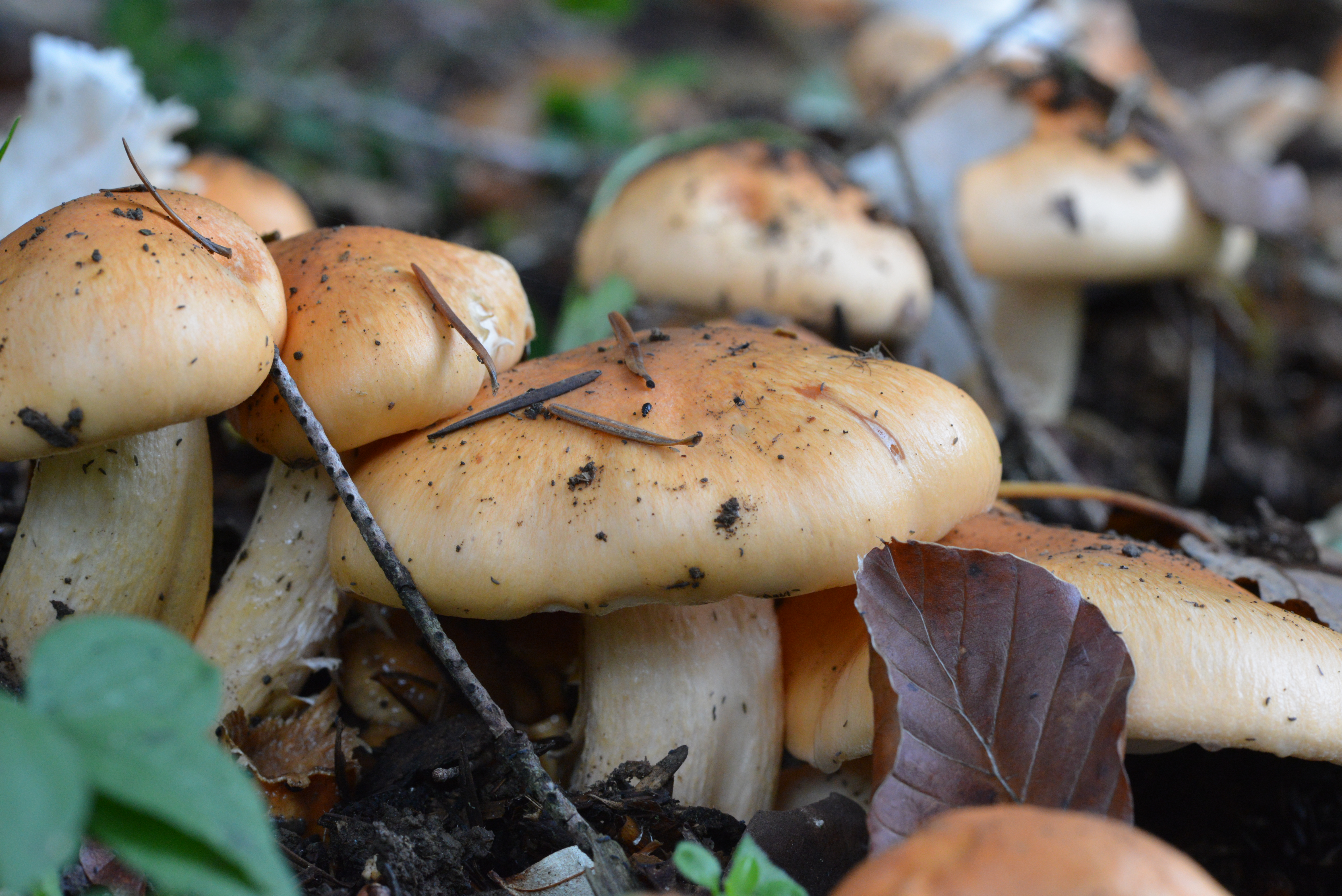
قارچ کلاه‌چرب خجالتی
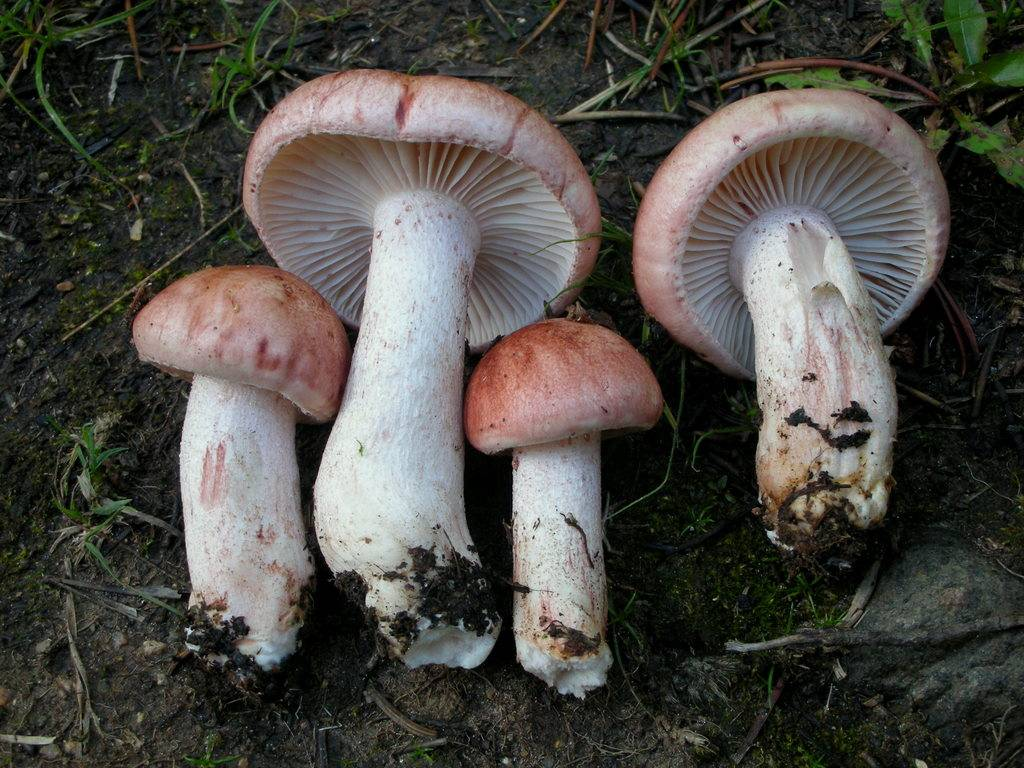
قارچ کلاه‌چرب صورتی
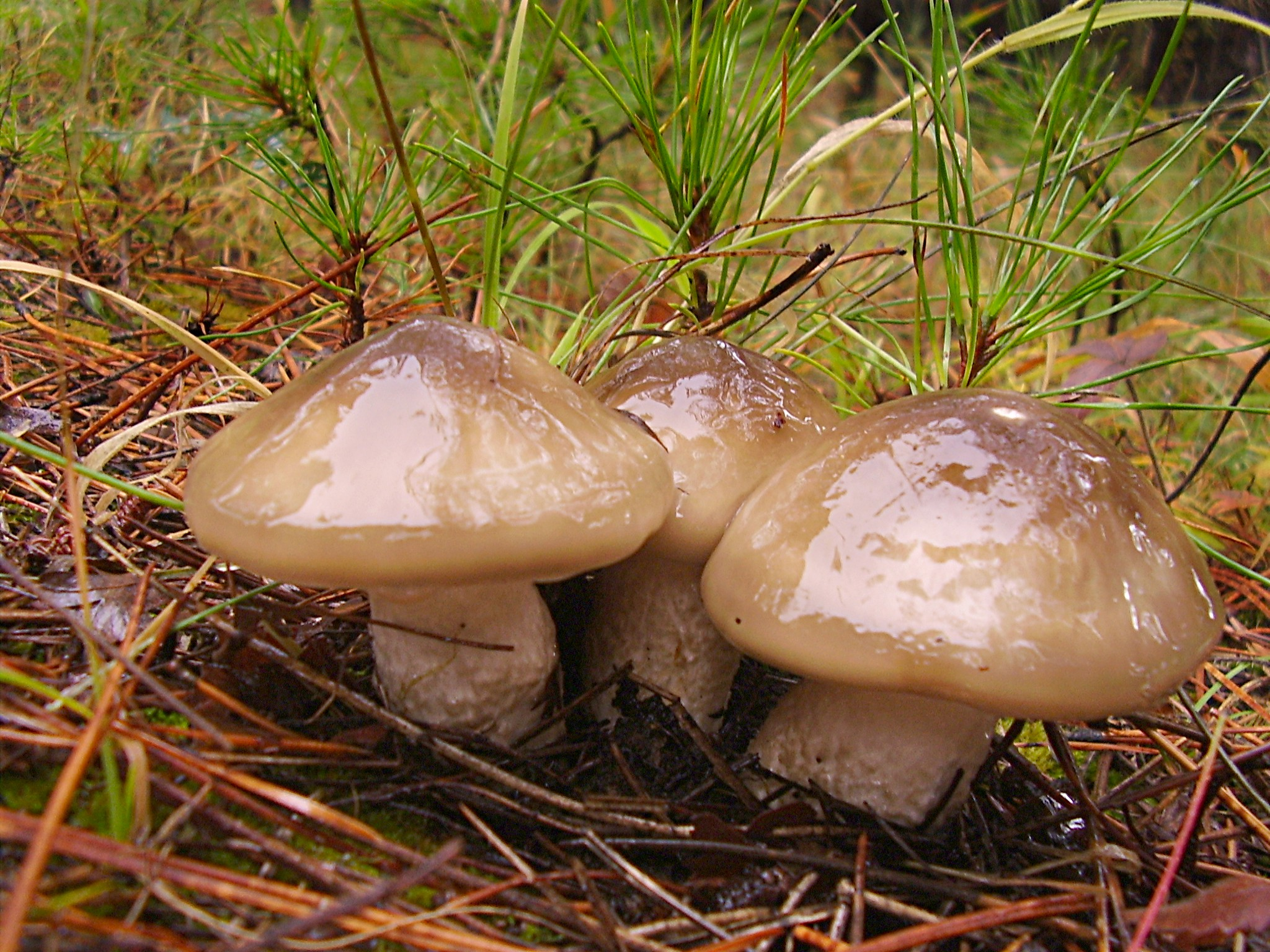
قارچ کلاه‌چرب کاجستان
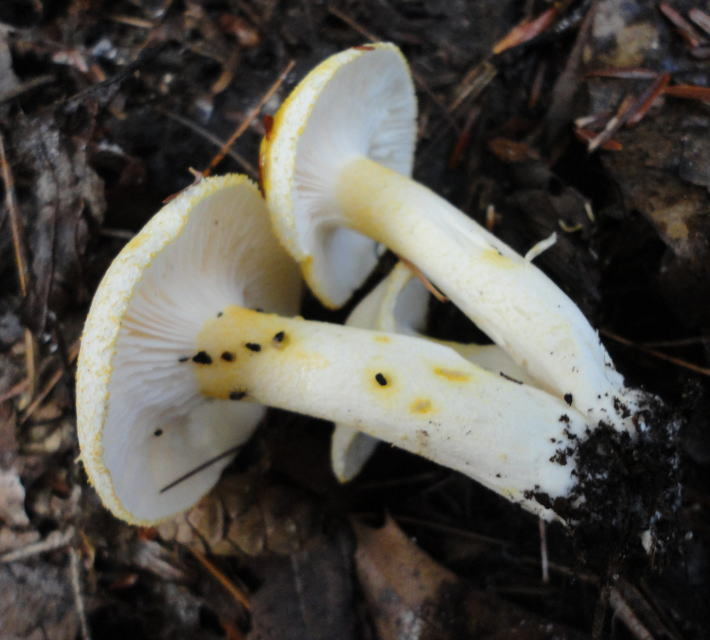
Hygrophorus chrysodon
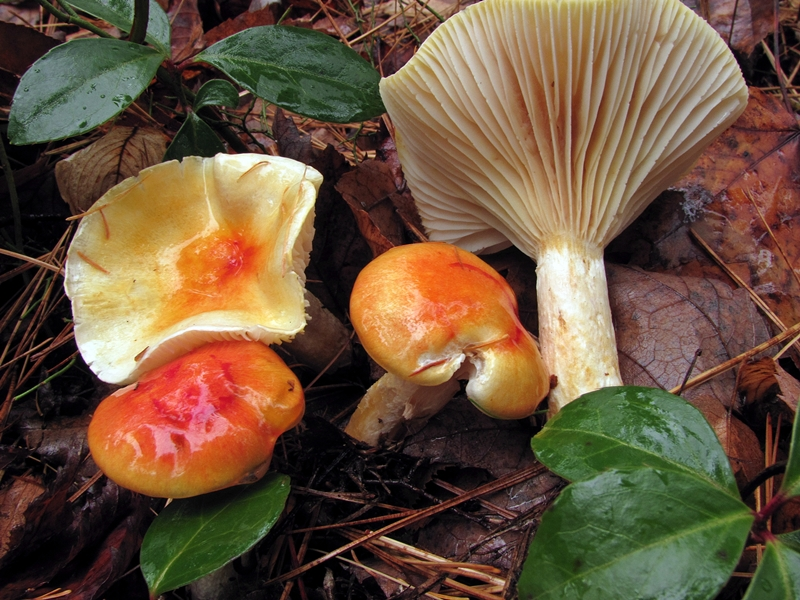
Hygrophorus speciosus
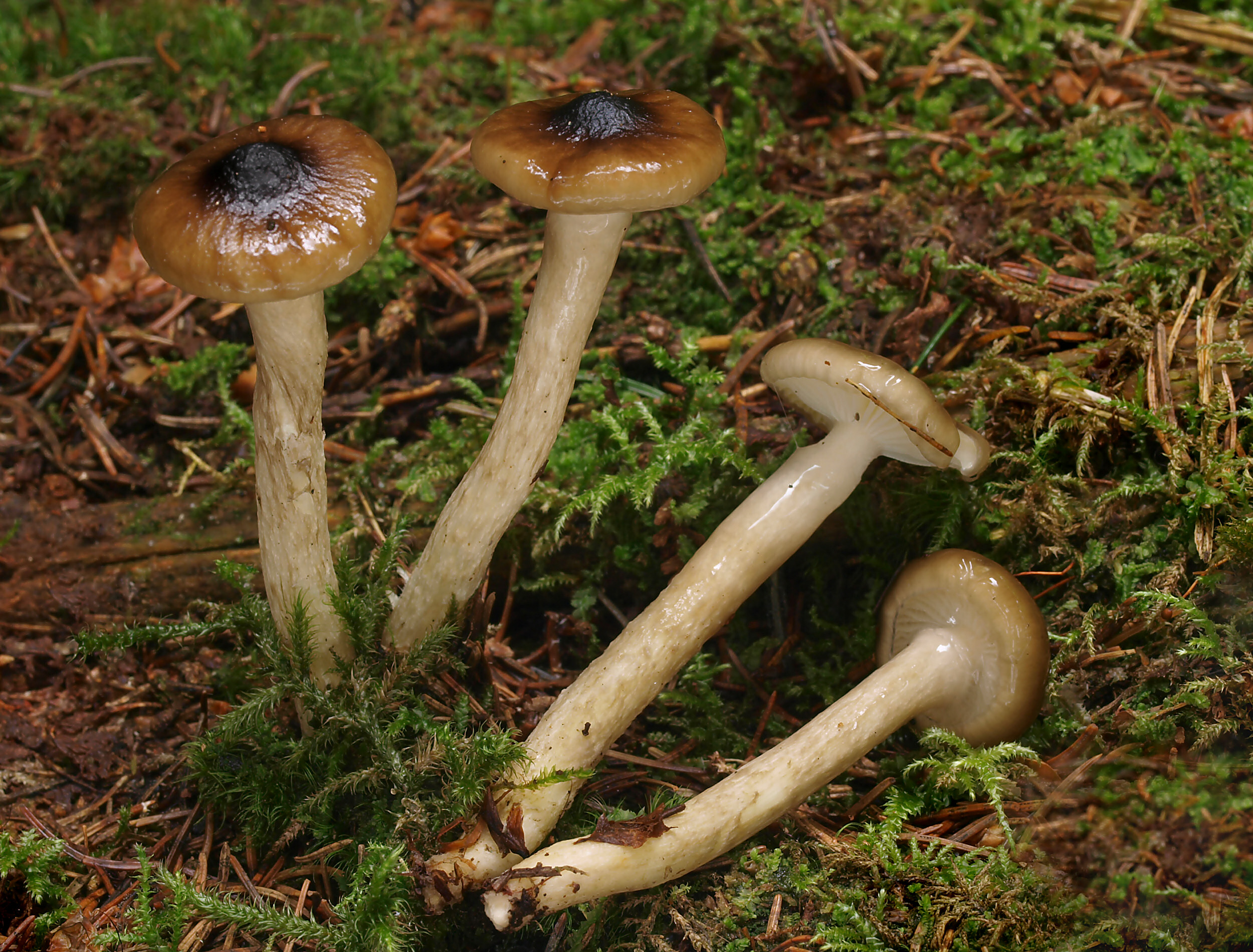
قارچ کلاه‌چرب زیتونی